# South Fork Shoshone River
Der South Fork Shoshone River ist der etwa 112 km lange, rechte Quellfluss des Shoshone River im Nordwesten des US-Bundesstaates Wyoming.

## Verlauf
Der South Fork Shoshone River entspringt südöstlich des Crescent Mountain östlich der kontinentalen Wasserscheide im Hochgebirge der Absaroka Range auf einer Höhe von ca. 3170 m, etwa 35 km nordwestlich von Dubois. Von dort fließt er zunächst in nordnordöstliche Richtung durch die Washakie Wilderness des Shoshone National Forest im Park County und erhält einige Nebenflüsse aus den Seitentälern der Absaroka Range. Bei Zufluss des längsten Nebenflusses, des Ishawooa Creek, verlässt der Fluss den Nationalforst und fließt im weiteren Verlauf nach Nordosten durch ein breites Tal in den östlichen Ausläufern der Absaroka Range. Rund 15 km südwestlich von Cody mündet der South Fork Shoshone River auf einer Höhe von 1638 m in das Buffalo Bill Reservoir, in dem er mit dem North Fork Shoshone River zum Shoshone River zusammenfließt.

## Hydrologie
Der South Fork Shoshone River ist als Quellfluss des Shoshone Rivers Teil des Einzugsgebietes des Bighorn Rivers, der über Yellowstone River, Missouri und Mississippi in den Golf von Mexiko entwässert. Das Einzugsgebiet des South Fork Shoshone River umfasst ein Areal von etwa 1700 km² und grenzt an die Einzugsgebiete von Sage Creek, Greybull River und Wiggins Fork im Osten, Du Noir Creek im Süden, Buffalo Fork und Yellowstone River im Südwesten, Elk Fork im Westen sowie North Fork Shoshone River im Norden. Der mittlere Abfluss am Pegel oberhalb des Buffalo Bill Reservoir beträgt 11,09 m³/s, die größten Abflüsse finden sich in den Monaten Juni und Juli. Der South Fork Shoshone River weist ein von der Schneeschmelze beeinflusstes, nivales Abflussregime auf.

## Geschichte
Das Tal des South Fork Shoshone River wurde schon von frühen Trappern und Forschungsreisenden durchquert. So gelangte beispielsweise John Colter auf seiner Reise entlang des Flusses über die kontinentale Wasserscheide in das Gebiet des heutigen Grand-Teton-Nationalparks.
Die von Buffalo Bill am South Fork Shoshone River erbaute T E Ranch wurde im Jahr 1973 in das National Register of Historic Places aufgenommen.

## Erholung
Der untere Flussabschnitt des South Fork Shoshone River oberhalb Buffalo Bill Reservoir wird zum Angeln und Fliegenfischen genutzt. Im Fluss ist unter anderem die Yellowstone-Cutthroat-Forelle heimisch. Das Gebiet entlang des Flusses wird vom Bureau of Land Management unterhalten. Mit dem Deer Creek Campground gibt es am Fluss einen Campingplatz, der ab Cody über Wyoming Highway 291 und Forest Road 471 erreicht werden kann.

## Belege
1. 1 2 3 4 5  South Fork Shoshone River. In: Geographic Names Information System. United States Geological Survey, United States Department of the Interior (englisch).
2. ↑  USGS 06281000 SOUTH FORK SHOSHONE RIVER AB BUFFALO BILL RES, WY. Abgerufen am 14. Oktober 2024.
3. ↑  Nancy McClure: From "Thorofare" to Destination: The South Fork of the Shoshone River, part 1 - Points West Online. 15. Mai 2020, abgerufen am 14. Oktober 2024 (amerikanisches Englisch).
4. ↑  AllTrips.com: Shoshone River South Fork Wyoming Fly Fishing, Camping, Boating. Abgerufen am 14. Oktober 2024 (englisch).
5. ↑  S.F. Shoshone River | Bureau of Land Management. Abgerufen am 14. Oktober 2024 (englisch).
6. ↑  South Fork of the Shoshone River. Abgerufen am 14. Oktober 2024 (englisch).